# Kloster Neu St. Johann
Neu St. Johann war ein Benediktinerkloster in Neu St. Johann (heute Gemeinde Nesslau) im Toggenburg im Kanton St. Gallen. Es bestand von 1680 bis 1805.

## Geschichte
Das Kloster war eine Neugründung des Klosters St. Johann im etwa 10 Kilometer talaufwärts gelegenen und später so genannten Ort Alt St. Johann. Dieses seit dem 12. Jahrhundert bestehende Kloster brannte 1626 nieder.
Die neuen Klostergebäude wurden im damaligen Ort Sidwald (später Neu St. Johann) bis 1680 in südschweizerisch geprägtem Barockstil errichtet. Die Bauleitung lag in den Händen des Misoxer Baumeisters Pietro Andreota und des Zimmermeisters Kaspar Lederli aus dem Bregenzerwald. Das Kloster war im konfessionell gemischten Toggenburg ein Instrument der gegenreformatorischen Bestrebungen der Fürstäbte von St. Gallen.

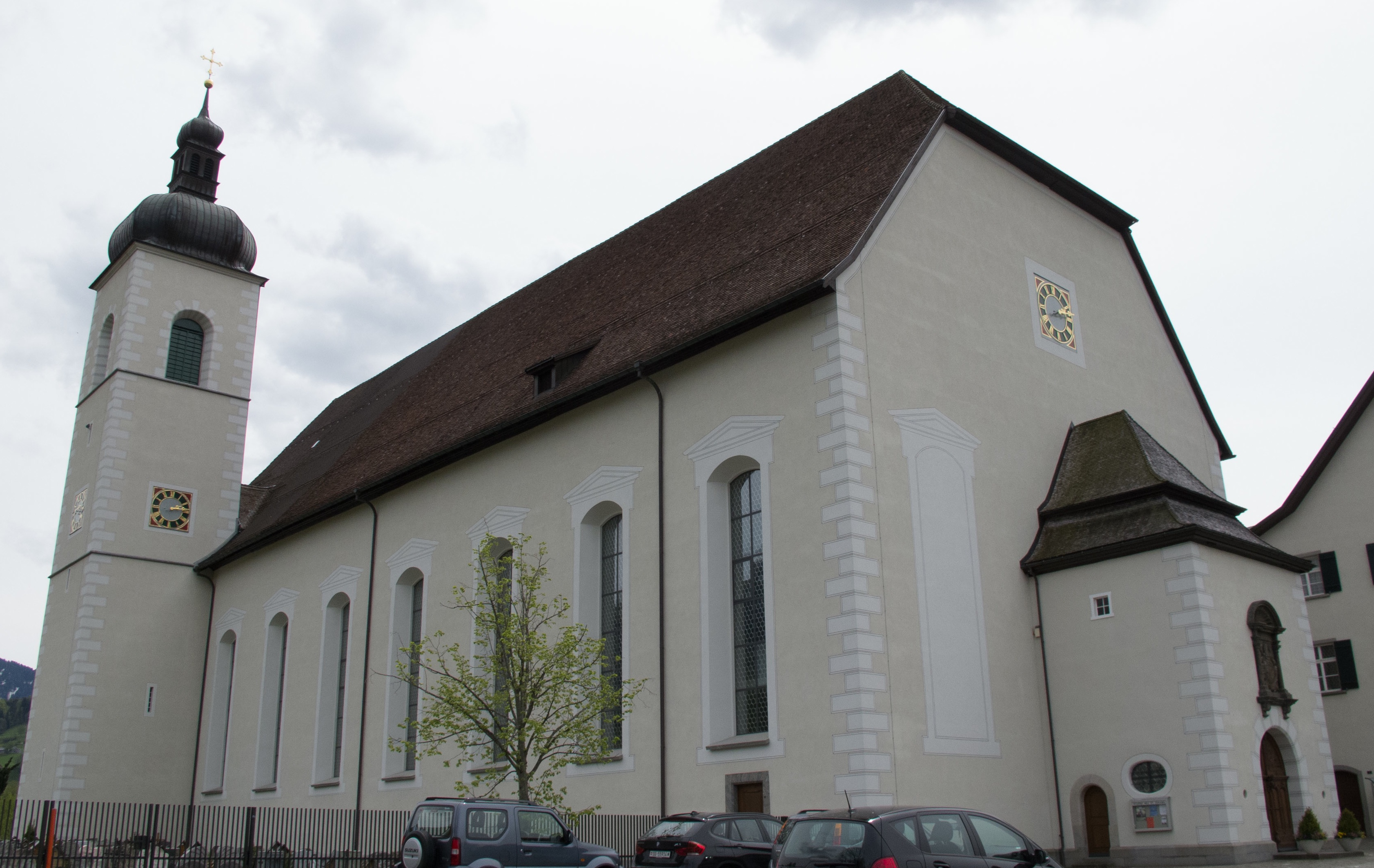
Kirche Neu St. Johann, heute zur gleichnamigen Pfarrgemeinde

1805 wurde das Kloster aufgehoben. Die ehemalige Klosterkirche wurde zur Pfarrkirche der katholischen Kirchgemeinde in Neu St. Johann. In den übrigen Gebäuden ist heute das Heilpädagogische Zentrum Johanneum untergebracht.
Im Chorflankenturm an der Nordostseite der Kirche hängen fünf Glocken mit den Schlagtönen As° – c′ – es′ – as′ – c″, die 1870/71 von der Glockengießerei Grassmayr (Feldkirch) gegossen worden waren.
Die Orgel in der ehemaligen Klosterkirche geht auf ein Instrument mit drei Manualen zurück, das mutmasslich 1779 von Orgelbauer Johann Michael Grass (1746–1809) gebaut wurde. Am Gehäuse war wahrscheinlich der Bildhauer Johannes Wirtensohn (1749–1818) beteiligt. Im Laufe der Zeit gab es Anpassungen und Umbauten, die das Instrument veränderten. Im Jahr 1988 bekam die Manufaktur  Späth Orgelbau aus Rapperswil den Auftrag, eine neue Orgel unter Verwendung noch brauchbaren Materials der bisherigen Orgel zu bauen mit dem Ziel, dem Originalzustand wieder möglichst nahe zu kommen. 40 Register sind verteilt auf drei Manuale und Pedal. 2011 erfolgte eine Reinigung, Revision und Nachintonation.